# Bautasteine von Nesje
Die Bautasteine von Nesje (auch Nesjestranda genannt) stehen auf der Halbinsel Åndalsnes, zu beiden Seiten einer schmalen Landstraße, die vom Bauernhof zum Meer führt, bei Molde im Fylke Møre og Romsdal in Norwegen. 
Am Ort befinden sich zwei Bautasteine, die einst Teil eines Gräberfeldes der Eisenzeit waren. Einige Hügel und Bautasteine wurden entfernt, aber die beiden Steine wurden gerettet.
Die beiden Steine sind von weitem gut sichtbar. Der kleinere Stein ist etwa 1,5 m hoch, 20 bis 30 cm breit und hat einen abgerundeten Querschnitt mit einer flachen Oberseite. Der größere Stein ist etwa 2,5 Meter hoch, lang und schlank und hat eine Spitze. Die beiden Steine sind etwas aufeinander zu geneigt. Sie bestehen beide aus einem hellen Steinmaterial und wirken fast weiß.
In der Nähe steht der Trollpila.